# Afrykański Puchar Zdobywców Pucharów
W rozgrywkach Pucharu Zdobywców Pucharów brały udział drużyny, które w swoich krajach zdobyły puchar kraju. PZP, rozgrywany pod patronatem CAF, organizowany był w latach 1975–2003. Gdy rozwiązano Puchar Zdobywców Pucharów zwycięzcy pucharu danego kraju zaczęli startować w rozgrywkach Afrykańskiego Pucharu Konfederacji.

## Zwycięzcy 1975-2003
| Rok  | Zdobywca                 | Finalista            |
| ---- | ------------------------ | -------------------- |
| 1975 | Tonnerre Jaunde          | Stella Club d'Adjamé |
| 1976 | Shooting Stars           | Tonnerre Jaunde      |
| 1977 | Enugu Rangers            | Canon Jaunde         |
| 1978 | Horoya AC                | NA Hussein Dey       |
| 1979 | Canon Jaunde             | Gor Mahia            |
| 1980 | TP Mazembe               | Africa Sports        |
| 1981 | Union Duala              | Stationery Stores    |
| 1982 | Mokawloon                | Power Dynamos Kitwe  |
| 1983 | Mokawloon                | Agaza Lomé           |
| 1984 | Al-Ahly Kair             | Canon Jaunde         |
| 1985 | Al-Ahly Kair             | Leventis United      |
| 1986 | Al-Ahly Kair             | AS Sogara            |
| 1987 | Gor Mahia                | Espérance Tunis      |
| 1988 | CA Bizertin              | Ranchers Bees        |
| 1989 | Al-Merrikh               | Bendel United        |
| 1990 | BCC Lions Gboko          | Club Africain Tunis  |
| 1991 | Power Dynamos Kitwe      | BCC Lions Gboko      |
| 1992 | Africa Sports            | Vital’O FC           |
| 1993 | Al-Ahly Kair             | Africa Sports        |
| 1994 | DC Motema Pembe          | Kenya Breweries      |
| 1995 | JS Kabylie               | Julius Berger FC     |
| 1996 | Mokawloon                | AC Sodigraf          |
| 1997 | Étoile Sportive du Sahel | FAR Rabat            |
| 1998 | Espérance Tunis          | Primeiro de Agosto   |
| 1999 | Africa Sports            | Club Africain Tunis  |
| 2000 | Al-Zamalek               | Canon Jaunde         |
| 2001 | Kaizer Chiefs            | GD Interclube        |
| 2002 | WAC Casablanca           | Asante Kotoko        |
| 2003 | Étoile Sportive du Sahel | Julius Berger FC     |

### Państwa zwycięzców
Egipt – 8 razy

Tunezja – 4 razy

Nigeria – 3 razy

Kamerun – 3 razy

Wybrzeże Kości Słoniowej – 2 razy

Zair – 2 razy

Kenia – 1 raz

Algieria – 1 raz

Maroko – 1 raz

Zambia – 1 raz

Gwinea – 1 raz

RPA – 1 raz

Sudan – 1 raz

### Państwa finalistów
Nigeria – 10 razy

Egipt – 8 razy

Tunezja – 7 razy

Kamerun – 7 razy

Wybrzeże Kości Słoniowej – 5 razy

Zair – 3 razy

Kenia – 3 razy

Algieria – 2 razy

Maroko – 2 razy

Zambia – 2 razy

Angola – 2 razy

Gwinea – 1 raz

RPA – 1 raz

Sudan – 1 raz

Burundi – 1 raz

Gabon – 1 raz

Ghana – 1 raz

Togo – 1 raz